# Badminton aux Jeux méditerranéens de 2018
Navigation
Mersin 2013 Oran 2022
Les épreuves de badminton des Jeux méditerranéens de 2018 ont lieu à Tarragone, en Espagne, du 23 au 26 juin 2018.
Quatre épreuves sont disputées : le simple messieurs, le double messieurs, le simple dames et le double dames.

## Podiums
| Épreuves | Or                                   | Argent                                | Bronze                           |
| -------- | ------------------------------------ | ------------------------------------- | -------------------------------- |
| Hommes   |                                      |                                       |                                  |
| Simple   | Pablo Abián (ESP)                    | Lucas Corvée (FRA)                    | Toma Junior Popov (FRA)          |
| Double   | France Thom Gicquel Bastian Kersaudy | Turquie Serdar Koca Serhat Salim      | Italie Kevin Strobl Lukas Osele  |
| Femmes   |                                      |                                       |                                  |
| Simple   | Neslihan Yiğit (TUR)                 | Beatriz Corrales (ESP)                | Aliye Demirbağ (TUR)             |
| Double   | France Léa Palermo Delphine Delrue   | Turquie Bengisu Erçetin Nazlıcan İnci | Slovénie Lia Salehar Iza Salehar |

## Tableau des médailles
Légende
 *  Pays organisateur
| Rang  | Nation   | Or | Argent | Bronze | Total |
| ----- | -------- | -- | ------ | ------ | ----- |
| 1     | France   | 2  | 1      | 1      | 4     |
| 2     | Turquie  | 1  | 2      | 1      | 4     |
| 3     | Espagne  | 1  | 1      | 0      | 2     |
| 4     | Italie   | 0  | 0      | 1      | 1     |
| 4     | Slovénie | 0  | 0      | 1      | 1     |
| Total | Total    | 4  | 4      | 4      | 12    |